# Cantons de Cantal
Els Cantons de Cantal són 27 i s'agrupen en 3 districtes:
- Districte d'Orlhac (12 cantons), cap a la prefectura d'Orlhac:

cantó d'Arpajon de Cera, cantó d'Orlhac-1, cantó d'Orlhac-2, cantó d'Orlhac-3, cantó d'Orlhac-4, cantó de Jussac, cantó de Laròcabrau, cantó de Maurç, cantó de Montsauvi, cantó de Sant Sarnin, cantó de Sant Mamet-la Salvetat, cantó de Vic de Cera.
- Districte de Mauriac (6 cantons), cap a la sotsprefectura de Mauriac:

cantó de Camps de Tarentaine-Marchal, cantó de Mauriac, cantó de Plèus, cantó de Riòm de las Montanhas, cantó de Sanhas, cantó de Salèrn.
- Districte de Sant Flor (9 cantons), amb cap a la sotsprefectura de Sant Flor:

cantó d'Alancha, cantó de Chaldasaigas, cantó de Condat, cantó de Massiac, cantó de Murat (Cantal), cantó de Pèirafòrt, cantó de Ruenas de Marjarida, cantó de Sant Flor Nord, cantó de Sant Flor Sud.